# Wayne Kramer (regista)
Wayne Kramer (Johannesburg, 26 maggio 1965) è uno sceneggiatore e regista sudafricano.

## Biografia
Dopo aver diretto il film indipendente Blazeland e il cortometraggio Crossing Over, nel 2003 scrive e dirige The Cooler, il film è stato selezionato il concorso al Sundance Film Festival, inoltre è stato presentato nei più importanti festival internazionali. Per il suo lavoro in The Cooler è stato candidato ai Satellite Awards e ad un Edgar Award, il film ha ottenuto una menzione speciale per l'eccellenza ai National Board of Review.
Nel 2004 scrive la sceneggiatura di Nella mente del serial killer di Renny Harlin ed in seguito collabora alla stesura di una serie televisiva tratta dal film. Nel 2006 torna dietro la macchina da presa con Running, film che vede come protagonista Paul Walker. Nel 2008 riprende in mano il suo cortometraggio del 1996, riprendendone i personaggi e realizza il dramma sull'immigrazione Crossing Over, dirigendo un cast importante che vede attori del calibro di Harrison Ford, Ray Liotta e Ashley Judd.

## Filmografia

### Regista
- Blazeland (1992)
- Crossing Over (1993) - Cortometraggio
- The Cooler (2003)
- Running (Running Scared) (2006)
- Crossing Over (2009)
- Pawn Shop Chronicles (2013)

### Sceneggiatore
- Blazeland (1992)
- Crossing Over (1993) - Cortometraggio
- The Cooler (2003)
- Nella mente del serial killer (Mindhunters) (2004)
- Running (Running Scared) (2006)
- Crossing Over (2009)

### Produttore
- Crossing Over (2009)
- Pawn Shop Chronicles (2013)